# Сырой Лес
Сырой Лес — деревня в Гдовском районе Псковской области России. Входит в состав городского поселения «Гдов» Гдовского района.
Расположена в 13 км к северу от Гдова. В 2,5 км к западу — Чудское озеро.

## Население
Численность населения деревни по оценке на 2000 год составляет 17 человек, по переписи 2002 года — 33 человека.

## История
До 2005 года деревня входила в состав ныне упразднённой Гдовской волости.